# بات أندريا
بات أندريا (بالهولندية: Pat Andrea)‏ هو رسام هولندي، ولد في 25 يونيو 1942 في لاهاي في هولندا.